# Закон о запрете пропаганды ЛГБТ среди несовершеннолетних в Венгрии
Закон LXXIX от 2021 года «Об ужесточении мер в отношении правонарушителей-педофилов и внесении изменений в некоторые законы, направленные на защиту детей» (венг. 2021. évi LXXIX. törvény a pedofil bűnelkövetőkkel szembeni szigorúbb fellépésről, valamint a gyermekek védelme érdekében egyes törvények módosításáról; также в СМИ упоминаются названия «Закон о запрете пропаганды ЛГБТ среди несовершеннолетних» или «Анти-ЛГБТ закон») был принят Государственным собранием Венгрии 15 июня 2021 года и направлен, в первую очередь, на ограждение несовершеннолетних от информации о гомосексуальности, трансгендерности или гендерной идентичности. Был одобрен 23 июня президентом страны Яношем Адером и вступил в силу 8 июля 2021 года.
Закон был раскритикован правозащитными организациями и левыми оппозиционными партиями Венгрии как попытка дискриминации в отношении к представителям ЛГБТ-сообщества. Большинство стран Евросоюза, а также США, высказались о недопустимости дискриминации, в то время как представители восточноевропейских стран ЕС воздержались от публичной оценки принятого закона, за исключением Польши, которая поддержала позицию Венгрии.
После принятия закона Еврокомиссия начала судебное разбирательство против Венгрии за нарушение гарантий свободы выражения мнений и недискриминации, закреплённых в Хартии ЕС об основных правах.

## Предыстория
В апреле 2012 года партия «Йоббик», придерживавшаяся крайне правых националистических идей, представила в венгерский парламент законопроект, предполагающий внесение поправок в Конституцию с целью «защиты общественной морали и психического здоровья молодых поколений» путём запрета популяризации «сексуальных отклонений». Законопроект был разработан членом партии Адамом Миркоцки и предусматривал привлечение к уголовной ответственности тех, кто «популяризирует свои сексуальные отношения — девиантность — с другим лицом того же пола или другие нарушения сексуального поведения перед широкой общественностью». В итоге законопроект одобрен не был.

## Принятие закона
В мае и июне 2021 года в Государственном собрании Венгрии обсуждалась необходимость принятия нового закона, в соответствии с которым в отношении преступников-педофилов принимались бы гораздо более строгие меры. На парламентской сессии 15 июня 2021 года депутат от партии «Фидес — Венгерский гражданский союз» Чаба Хенде, являвшийся председателем законодательного комитета парламента и вице-спикером по законодательству, представил поправки к закону, в соответствии с которыми запрещалось бы делиться с несовершеннолетними информацией, которая, как считается, пропагандирует гомосексуальность или смену пола, а также ограничивающие представительство ЛГБТ в СМИ путём запрета показа в дневное время на телевидении контента, затрагивающего ЛГБТ-тематику, а также запрещающего организациям проводить кампании солидарности с ЛГБТ-сообществом. Нарушители закона карались бы штрафами, либо тюремным заключением. Расплывчатые формулировки, использованные в законе, вызвали опасения у однополых пар: по их мнению, даже такие простые действия, как держание за руки на улице, в конечном итоге будут квалифицированы как «пропаганда гомосексуальности» и приведут к задержаниям. Также, в законе говорилось о том, что проводить половое просвещение в школах могут только частные лица и организации, занесённые в официальный реестр, что, по словам члена правительства направлено против «организаций с сомнительной профессиональной подготовкой … часто создаваемых для представления интересов лиц определённых сексуальных ориентаций».
Члены левых оппозиционных партий (Венгерская социалистическая партия, Демократическая коалиция, «LMP — Зелёная партия Венгрии» и «Диалог за Венгрию»), а также часть независимых депутатов, среди которых Бернадетт Сель, Акош Хадхази и Сабольч Сабо, бойкотировали парламентскую сессию и не участвовали в голосовании по принятию закона. Присутствовавшие депутаты почти единогласно одобрили законопроект 157 голосами против 1. Все присутствовавшие члены правящей партии «Фидес — Венгерский гражданский союз», правых оппозиционных партий «Йоббик» и «Наша Родина», а также некоторые независимые депутаты, в их числе Имре Риттер, проголосовали «за». Единственным проголосовавшим «против» стал независимый депутат парламента Шандор Секей. Закон был подписан президентом страны Яношем Адером 23 июня и вступил в силу 8 июля 2021 года.
6 августа 2021 года в официальном журнале Венгрии — «Magyar Közlöny» — было опубликовано постановление, согласно которому товары, предназначенные для детей, которые демонстрируют или пропагандируют отклонения от гендерной идентичности, полученной при рождении, смену пола или гомосексуальность, должны продаваться отдельно от товаров, предназначенных для детей. Такие товары также не должны продаваться в радиусе 200 метров от входов в учебные заведения, помещения служб защиты детей и молодёжи, церквей и других религиозных мест.

## Реакция

### Реакция в Венгрии

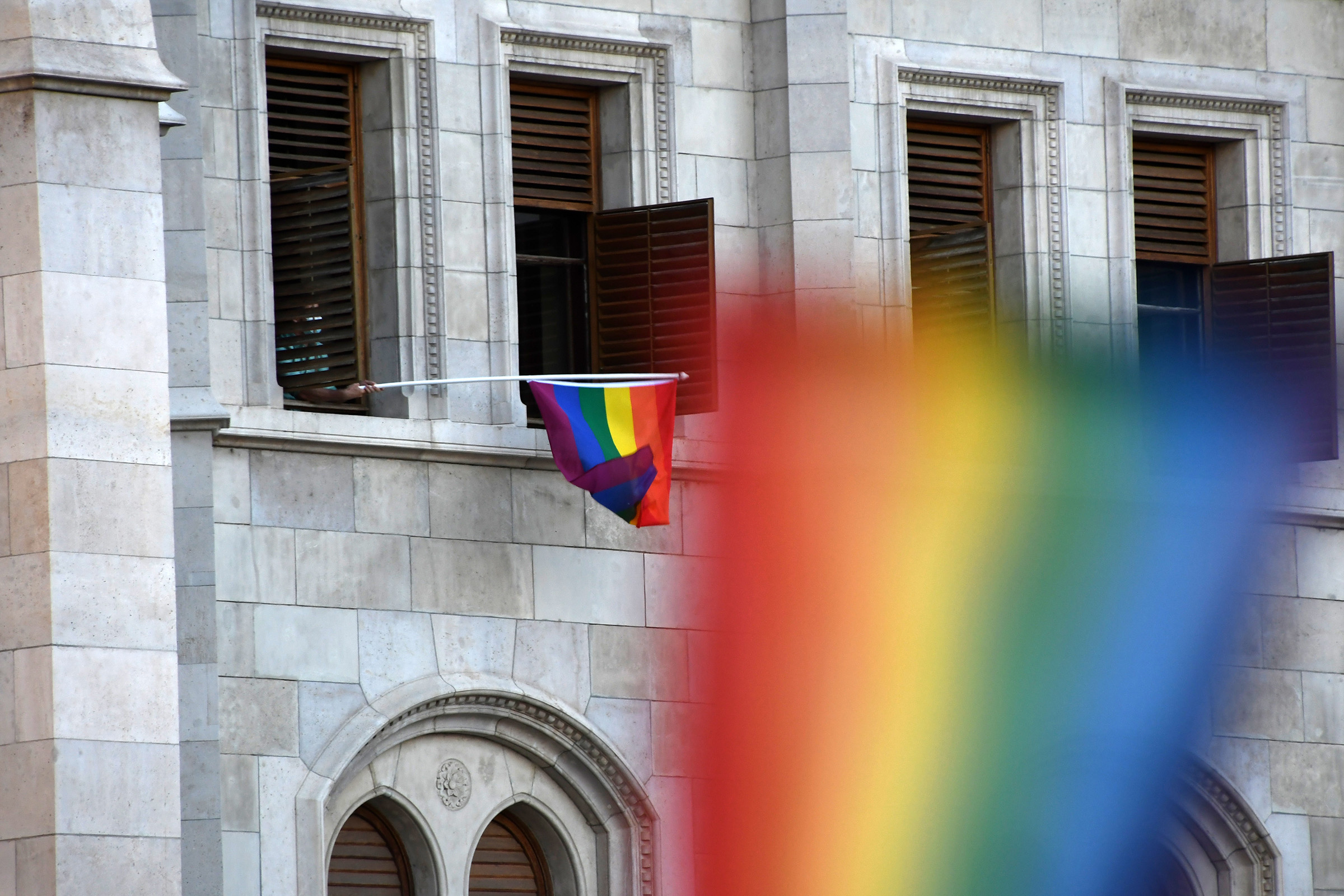
Радужный флаг, вывешенный 14 июня 2021 года из окна здания венгерского парламента в поддержку акции протеста против принятия закона.

Рассмотрение законопроекта и последующее принятие закона вызвало серию протестов в Венгрии со стороны членов и сторонников ЛГБТ-сообщества и правозащитных групп. В адрес президента Венгрии Яноша Адера были направлены петиция и письмо с призывом не подписывать закон, которую к 7 августа 2021 года подписали более десяти тысяч раз.
Представители венгерского подразделения правозащитной организации «Amnesty International» также обратились к людям с просьбой подписать петицию, подготовленную совместно с «Budapest Pride», «Háttér Társaság», «Labrisz Leszbikus Egyesület», Венгерским Хельсинкским комитетом и Венгерским союзом защиты гражданских свобод, с просьбой к омбудсмену Акошу Козме о рассмотрении правомерности принятия закона в Конституционном суде Венгрии. К 7 августа 2021 года эта петиция была подписана более одиннадцати тысяч раз.

### Международная реакция

Реакция стран-членов Евросоюза на принятие декларации об осуждении венгерского анти-ЛГБТ закона:
Поддержали декларацию
Не поддержали декларацию
Не поддержали декларацию в связи с нейтралитетом председателя ЕС
Не являются членом ЕС

Законопроект был немедленно встречен осуждением со стороны высокопоставленных чиновников ряда стран ЕС и групп Европарламента. 22 июня 2021 года закон обсуждался в Совете Европейского союза. В общей сложности 16 из 27 государств осудили его, в то время как Бельгия, Нидерланды и Люксембург выступили с критическим заявлением, в котором назвали закон нарушением Хартии Европейского союза об основных правах и призвали Еврокомиссию использовать все имеющиеся в её распоряжении инструменты для обеспечения соблюдения европейских законов, в том числе путём обращения в Европейский суд. Это заявление сразу же было поддержано Германией, Данией, Ирландией, Испанией, Латвией, Литвой, Финляндией, Францией, Швецией и Эстонией; Италией — в конце заседания, а также Австрией и Грецией — на следующий день. В ответ на это заявление министр иностранных дел Венгрии Петер Сийярто отверг все негативные мнения и высказывания и призвал критиков ознакомиться с законом полностью.
Председатель Европейской комиссии Урсула фон дер Ляйен выразила обеспокоенность в своём Твиттере: «Я верю в Европу, которая признаёт разнообразие, а не скрывает его от наших детей. Никто не должен подвергаться дискриминации по признаку сексуальной ориентации».
Посольство США в Будапеште выразило глубокую обеспокоенность тем, что венгерский закон направлен против ЛГБТ, заявив, что «Соединенные Штаты поддерживают идею о том, что правительства должны поощрять свободу выражения мнений и защищать права человека, включая права членов сообщества ЛГБТКИ+».
Генеральный секретарь Организации Объединённых Наций Антониу Гутерриш заявил, что «никакая дискриминация не приемлема ни при каких обстоятельствах, и любая дискриминация в отношении ЛГБТИК+ людей абсолютно недопустима в наших современных обществах».
25 июня 2021 года новый венгерский закон активно обсуждался на саммите лидеров ЕС. Премьер-министр Нидерландов Марк Рютте заявил премьер-министру Венгрии Виктору Орбану: «Если вам это не нравится, есть альтернатива: покиньте Европейский союз». Президент Франции Эммануэль Макрон отметил, что закон «похоже, не соответствует нашим ценностям», и выразил надежду на возможность его изменения путём диалога. Премьер-министр Люксембурга Ксавье Беттель обвинил в неправоте Виктора Орбана, приравнивающего в рамках закона гомосексуальность к педофилии. Посол Польши в Германии Анджей Пшилебский заявил, что «очевидно и не подлежит сомнению», что венгерский парламент имеет законное право защищать школьников от необходимости сталкиваться с такими проблемами, как гомосексуальность: «Это не имеет ничего общего с нетерпимостью, не говоря уже о преследовании гомосексуалов».
В августе 2021 года представители румынской евроскептической ультраправой партии «Альянс за союз румын» заявили о необходимости рассмотрения в стране закона, подобного венгерскому. Это предложение было поддержано Демократическим союзом венгров Румынии, Венгерской народной партией Трансильвании и Венгерской гражданской партией Румынии.

#### Во время проведения чемпионата Европы по футболу 2020
23 июня 2021 года мужская сборная Германии по футболу должна была принять команду Венгрии на «Альянц Арене» в Мюнхене в рамках чемпионата Европы 2020 года (был перенесён на 2021 год в связи с пандемией COVID-19). Была создана петиция, в которой в адрес президента УЕФА Александера Чеферина, президента Немецкого футбольного союза Фрица Келлера, директора мюнхенского клуба «Бавария» Андреаса Юнга и управляющего «Альянц Ареной» Юргена Мута была направлена просьба осветить арену цветами радуги в знак солидарности с ЛГБТ-сообществом Венгрии и в знак протеста против принятого в этой стране закона. Петицию подписали более трёхсот тысяч человек, однако она не была принята Европейской футбольной, в связи с тем, что «УЕФА … является политически и религиозно нейтральной организацией. Учитывая политический контекст этого конкретного запроса — сообщения, направленного на принятие решения национальным парламентом Венгрии, — УЕФА вынужден отклонить этот запрос». Вместо этого была предложена возможность подсветки арены в любой другой день. Мэр Мюнхена Дитер Райтер назвал такое решение «позорным», в то время как министр иностранных дел Венгрии Петер Сийярто приветствовал его как проявление «здравого смысла».
Тем не менее, в знак протеста против принятого УЕФА решения, ратуша и некоторые достопримечательности Мюнхена, а также стадионы нескольких немецких футбольных клубов были украшены радужными флагами на время проведения матча.